# Gärten der Welt
Gärten der Welt (Erholungspark Marzahn) is een park met een aantal thematuinen in het oosten van Berlijn in district Marzahn-Hellersdorf.
Nadat in 1985 de Britzer Garten in West-Berlijn geopend werd, kwam de DDR met Gärten der Welt als tegenhanger. In 1987, ter gelegenheid van het 750-jarig bestaan van Berlijn, opende hier de ’Berliner Gartenschau’.
De grootste thematuin: de Chinese tuin, is de grootste in deze vorm van Europa. Andere thematuinen zijn: Japanse, Balineese, Oriëntaalse, Koreaanse, Italiaanse, Engelse, Christelijke en Joodse tuin. In het park is er ruim aandacht voor kunst en architectuur. Het park ligt op en rond de Kienberg. In 2017 was er de wereldtentoonstelling Internationale Gartenausstellung 2017. Metrostation Kienberg (Gärten der Welt) aan de lijn U5 is toen in 2017 hernoemd. Tussen dit metrostation en het bezoekerscentrum loopt de enige kabelbaan van Berlijn.